# Pablo Urtasun Pérez
Pablo Urtasun Pérez (Urdiain, 29 de març de 1980) és un ciclista navarrès, ja retirat, que fou professional del 2005 al 2016. En el seu palmarès destaquen diverses etapes en curses d'una setmana, com ara tres etapes a la Volta a Astúries, una a la Volta a la Gran Bretanya i una a la Volta a Castella i Lleó.
Una vegada retirat passà a exercir de director esportiu a l'equip Kern Pharma.

## Palmarès
- 2002
  - Vencedor d'una etapa a la Volta a Lleida
  - Vencedor d'una etapa a la Volta a Lleó
- 2003
  - Vencedor de 2 etapes a la Volta a Galícia
  - Vencedor d'una etapa a la Volta a Extremadura
- 2004
  - Vencedor d'una etapa a la Volta a Navarra
  - Vencedor d'una etapa a la Volta a Còrdova
  - Vencedor de 2 etapes a la Volta a Palència
- 2006
  - Vencedor d'una etapa a la Volta a l'Alentejo
- 2007
  - Vencedor d'una etapa a la Volta a la Rioja
  - Vencedor d'una etapa a la Volta a Astúries
  - Vencedor d'una etapa a la Volta ao Sotavento Algarvio
- 2008
  - Vencedor d'una etapa a la Volta a Astúries
- 2010
  - Vencedor d'una etapa a la Volta a Astúries
- 2012
  - Vencedor d'una etapa a la Volta a la Gran Bretanya
- 2013
  - Vencedor d'una etapa a la Volta a Castella i Lleó

### Resultats a la Volta a Espanya
- 2010. 101è de la classificació general

### Resultats al Tour de França
- 2011. 149è de la classificació general
- 2012. 134è de la classificació general

### Resultats al Giro d'Itàlia
- 2013. Abandona (5a etapa)